# DDR-Meisterschaften im Boxen 1982
Die DDR-Meisterschaften im Boxen wurden 1982 zum 34. Mal ausgetragen und fanden vom 7. bis 12. Dezember in Cottbus statt. An den Titelkämpfen nahmen 120 Boxer teil, die in zwölf Gewichtsklassen die Meister ermittelten. Geboxt wurde auch in Laubusch (Vorrunde) und Senftenberg (Vorrunde bis Halbfinale). Die SG Wismut Gera war mit drei Titeln der erfolgreichste Verein dieser Meisterschaft. Mit Wolfgang Prosch, Frank Rauschning, Michael Timm, Ralf Hunger und Ulli Kaden konnten fünf Boxer ihren Titel aus dem Vorjahr verteidigen.

## Endergebnisse
| Gewichtsklasse                  | Gold                                          | Silber                                 | Bronze                                       | Bronze                                        |
| Halbfliegengewicht (bis 48 kg)  | Robert Marx SC Traktor Schwerin               | Torsten Schlosser TSC Berlin           | Krug BSG Chemie PCK Schwedt                  | Andreas Töpfer SG Wismut Gera                 |
| Fliegengewicht (bis 51 kg)      | Wolfgang Prosch SC Dynamo Berlin              | Thomas Hytych TSC Berlin               | René Troschinski SC Traktor Schwerin         | Bernd Sydow-Rehberg ASK Vorwärts Frankfurt/O. |
| Bantamgewicht (bis 54 kg)       | Klaus-Dieter Kirchstein SC Dynamo Berlin      | Jan Hoffmann ASK Vorwärts Frankfurt/O. | Mario Naumann SG Wismut Gera                 | Reinhard Langer SC Dynamo Berlin              |
| Federgewicht (bis 57 kg)        | Frank Rauschning SG Wismut Gera               | Torsten Koch ASK Vorwärts Frankfurt/O. | Michael Stachewicz ASK Vorwärts Frankfurt/O. | Andreas Kaese SC Chemie Halle                 |
| Leichtgewicht (bis 60 kg)       | Hartmut Krüger ASK Vorwärts Frankfurt/O.      | Andreas Otto ASK Vorwärts Frankfurt/O. | Andreas Brunnert TSC Berlin                  | Fred Zimmermann SC Dynamo Berlin              |
| Halbweltergewicht (bis 63,5 kg) | Siegfried Mehnert SC Chemie Halle             | Thomas Schulz SG Wismut Gera           | Andreas Lentz ASK Vorwärts Frankfurt/O.      | Herbert Thier SC Chemie Halle                 |
| Weltergewicht (bis 67 kg)       | Michael Timm SC Traktor Schwerin              | Ronald Poye TSC Berlin                 | Torsten Schmitz SC Traktor Schwerin          | Andreas Stoll BSG Stahl Hennigsdorf           |
| Halbmittelgewicht (bis 71 kg)   | Ralf Hunger SC Chemie Halle                   | Detlef Kästner SC Dynamo Berlin        | Uwe Bierbaum BSG Chemie PCK Schwedt          | Mario Schulz SG Wismut Gera                   |
| Mittelgewicht (bis 75 kg)       | Helmut Woge BSG Motor Mitte Magdeburg         | Detlef Friese SC Chemie Halle          | Henry Maske ASK Vorwärts Frankfurt/O.        | Reiner Schween SC Traktor Schwerin            |
| Halbschwergewicht (bis 81 kg)   | Jens Demmler SG Wismut Gera                   | Peter Balnuweit SG Wismut Gera         | Andreas Pergamenter SC Dynamo Berlin         | Ralf Nebrig SC Dynamo Berlin                  |
| Schwergewicht (bis 91 kg)       | Klaus-Dieter Schmid ASK Vorwärts Frankfurt/O. | Peter Philipp SC Chemie Halle          | Larsen Krüger BSG Stahl Hennigsdorf          | Detlef Albrecht SC Dynamo Berlin              |
| Superschwergewicht (über 91 kg) | Ulli Kaden SG Wismut Gera                     | Werner Kohnert TSC Berlin              | Karl-Heinz Schröder BSG Stahl Hennigsdorf    | Olaf Walther SC Traktor Schwerin              |

## Medaillenspiegel
| Platz | Verein | Verein                    | Gold | Silber | Bronze | Total |
| ----- | ------ | ------------------------- | ---- | ------ | ------ | ----- |
| 1     |        | SG Wismut Gera            | 3    | 2      | 3      | 8     |
| 2     |        | ASK Vorwärts Frankfurt/O. | 2    | 3      | 4      | 9     |
| 3     |        | SC Chemie Halle           | 2    | 2      | 2      | 6     |
| 4     |        | SC Dynamo Berlin          | 2    | 1      | 5      | 8     |
| 5     |        | SC Traktor Schwerin       | 2    | –      | 4      | 6     |
| 6     |        | BSG Motor Mitte Magdeburg | 1    | –      | –      | 1     |
| 7     |        | TSC Berlin                | –    | 4      | 1      | 5     |
| 8     |        | BSG Stahl Hennigsdorf     | –    | –      | 3      | 3     |
| 9     |        | BSG Chemie PCK Schwedt    | –    | –      | 2      | 2     |
|       | Total  | Total                     | 12   | 12     | 24     | 48    |